# Constantin IV Lambronatsi
Constantin ou Kostandin IV Lambronac‘i ou Lambronatsi (« de Lampron » ; en arménien Կոնստանդին Ե Լամբրոնացի) est Catholicos de l'Église apostolique arménienne de 1321 à 1326. 
Constantin IV est élu en 1321 comme successeur de Constantin III de Césarée.
Le continuateur anonyme de Samuel d'Ani précise que dès son avènement, il doit se rendre en Égypte pour le compte du jeune roi Léon V d'Arménie, afin de conclure la paix (en fait faire un acte de quasi vassalité) avec le sultan.